# 1924

## أحداث
- تأسيس مدينة جسر موراي وتقع حاليا في أستراليا.
- تأسيس مدينة غارسا وتقع حاليا في البرازيل.
- تأسيس مدينة تارتغال وتقع حاليا في الأرجنتين.
- تأسيس مدينة هود هشارون.
- تأسيس مدينة هرتسليا.
- تأسيس مدينة بني براك.
- نهاية حروب الأباش في 1924 والتي بدأت في 1849.
- نهاية الحروب الهندية الأمريكية في 1924 والتي بدأت في 1622.
- أصدرت السلطات الفرنسية تعليماتها لسوريا ولبنان لإصدار عملة مشتركة فيما بينهما.

### مارس
- 3 مارس - انتهاء الخلافة العثمانية رسميًا بإزاحة الخليفة العثماني عبد المجيد الثاني ونفيه هو وجميع أفراد أسرته وذلك على يد كمال أتاتورك.

## مواليد

### يناير
- 25 يناير - أتال بيهاري فاجبايي، رجل دولة هندي.

### أبريل
- 7 أبريل - الطاهر أحمد مكي، أكاديمي وباحث وناقد ومترجم مصري.

### أغسطس
- 24 أغسطس - أحمدو أهيجو، رئيس الكاميرون.
- 1 أغسطس - عبد الله بن عبد العزيز آل سعود ملك المملكة العربية السعودية السادس.

### سبتمبر
- 8 سبتمبر - علي جوهر، ممثل مصري.
- 24 سبتمبر - محمد بن عزوز حكيم، مؤرخ مغربي.

### أكتوبر
- 1 أكتوبر - ولادة الرئيس الأمريكي جيمي كارتر.
- 1 أكتوبر - جيمي كارتر الرئيس التاسع والثلاثون للولايات المتحدة الأمريكية.
- الأمير عبدالمحسن بن عبد العزيز آل سعود نائب أمير منطقة المدينة.
- أحمد خراز كاتب ومؤرخ وفقيه من اعيان مدينة وادي سوف بالجنوب الشرقي الجزائري
- حيدر العمر - مخرج سينمائي عراقي.
- مولود أحمد صالح - أديب وكاتب عراقي.
- فؤاد المهندس - ممثل كوميدي مصري.
- إبراهيم أمين فودة - شاعري سعودي
- 24 أكتوبر - يوسف الشاروني، كاتب قصص وناقد مصري.

### ديسمبر
- عبد المنعم إبراهيم - ممثل كوميدي مصري.

### غير محدد الشهر
- عصام نور الدين العباسي، شاعر لبناني.

## وفيات

### يناير
21 يناير- فلاديمير لينين، ثوري روسي ماركسي وقائد الحزب البلشفي والثورة البلشفية.

### أبريل
- 27 أبريل - نيكولاي أندروسوف، إحاثي ومستكشف وجيولوجي من الإمبراطورية الروسية.

## نال جائزة نوبل
- في الفيزياء – السويدي كارل مان سيغباهن.
- في الكيمياء – محجوبة.
- في الطب – الهولندي فيلم أينتهوفن.
- في الأدب – البولندي فواديسواف ريمونت.
- في السلام – محجوبة.